# Babe I'm Gonna Leave You
 (février 2017).
Si vous disposez d'ouvrages ou d'articles de référence ou si vous connaissez des sites web de qualité traitant du thème abordé ici, merci de compléter l'article en donnant les références utiles à sa vérifiabilité et en les liant à la section « Notes et références ».
Pistes de Led Zeppelin
Good Times Bad Times
(1) You Shook Me
(3)
Babe I'm Gonna Leave You est une chanson du groupe de rock britannique Led Zeppelin. Écrite à l’origine par Anne Bredon, elle a été réarrangée par Jimmy Page et Robert Plant en vue de son inclusion sur le premier album du groupe, Led Zeppelin, sorti le 12 janvier 1969.

## Écriture
Composée à l'origine par Anne Bredon en 1950, elle fut popularisée par Joan Baez en 1962. Lors d'une des premières rencontres entre Jimmy Page et Robert Plant, Page lui fit écouter ses influences, dont Joan Baez. À l'écoute de Babe I'm Gonna Leave You, Page et Plant se mirent d'accord pour la reprendre sur leur premier album. Anne Bredon ne fut pas créditée, Jimmy Page pensant qu'il s'agissait d'un morceau traditionnel.

## Bataille juridique
Plus de 20 ans plus tard, en 1990, le fils de Anne Bredon demanda au groupe de citer le nom de sa mère dans les crédits de la chanson, ce que Page accepta sans discuter, ayant déjà été impliqué dans divers procès de plagiat concernant des chansons du groupe (Whole Lotta Love, Bring It On Home et The Lemon Song).

## Reprises et utilisations
- Babe I'm Gonna Leave You est jouée dans l'épisode 22 de la saison 3 des Frères Scott (« Juste Mariés »).
- Babe I'm Gonna Leave You est joué dans la bande annonce du film Le Roi Arthur : La Légende d'Excalibur (2017)